# Nina Maksimel'janova
Nina Dmitrievna Maksimel'janova (in russo Нина Дмитриевна Максимельянова?; Vyšnevolockij rajon, 31 dicembre 1927 – Mosca, 25 ottobre 2006) è stata una cestista e allenatrice di pallacanestro sovietica.

## Carriera
Con l'Unione Sovietica ha disputato due edizioni dei Campionati mondiali (1957, 1959) e quattro dei Campionati europei (1950, 1954, 1956, 1958).